# Loving You 我愛你2
《LovingYou我愛你2》（The Threat of Love II），香港電視廣播有限公司製作的時裝單元愛情喜劇電視劇，於2002年1月開拍，2003年3月8日首播，為十集時裝單元愛情喜劇，由鄧萃雯 吳啟華領銜主演。如同上輯，本劇讓相近的演員陣容，演繹每集截然不同的故事。拍攝手法和選用題材於當時普遍電視作品中具有一定突破性。

## 演員表

### 單元一《貪情》
張帆 ( 鄧萃雯飾 )，廿八歲，大陸農村女子，嫁給香港人賀豐年 ( 鍾景輝飾 ) 為妻，變為一個街市魚檔的事頭婆。豐年較帆年長二十多歲，雖是老夫少妻，缺少浪漫，但豐年對帆疼惜有加，二人生活雖是平淡總算愜意。豐年在友儕面前娶得少妻，引來不少羨慕目光；而帆嫁予豐年後不單克守本份，更是豐年生意上的助手。但日久生變卻是不變定律，更何況二人年齡上的差距，夫妻生活不協調，帆對豐年遂生厭棄，雖不宣之於口，但內心的不滿情緒就如壓力煲似的在醞釀。
一次偶然，帆無意邂逅了石油氣店的小伙計歐陽明 ( 吳啟華飾 )，明的不羈與活力，正是豐年所沒有，是帆內心一直所渴求的。帆與明一次放縱作出了苟且之事。帆貪戀明的年輕活力，明也貪戀帆的金錢，二人食髓知味難捨難離，瞞著豐年在舊居共賦同居，但二人之事卻為街坊李嫻 ( 薛家燕飾 ) 無意所撞破。
嫻本鍾情於豐年，但因早年失婚並育有一雙兒女，自慚形愧；及後豐年往大陸娶帆回來，嫻更是心如止水，但仍視豐年是知己。豐年懷疑帆紅杏出牆，惴惴不安，暗中跟蹤帆來到舊居，帆見豐年突然出現，表現失措，諸多借口欲阻豐年上舊居，豐年更覺可疑，二人爭持，打開舊居大門之際，竟發現失蹤多天的明竟與“忽得妹”BiBi ( 楊思琦飾 ) 在胡混，BiBi向帆挑釁，帆向明大興問罪，豐年大頂綠帽迎頭至，怒不可遏，向明飽以老拳，一輪混戰，明、帆錯手將豐年擊斃，三人對屍呆然。帆決定與明雙宿雙棲，亡命天涯；但當得悉明的心只是為了奪取自己畢生積蓄後，登時晴天霹靂，變得歇斯底埋…
一切罪孽皆因一「貪」字…帆驀然回首百回想往事，已是萬劫不復…
- 鍾景輝 飾 賀豐年
- 薛家燕 飾 李　嫻
- 吳啟華 飾 歐陽明
- 鄧萃雯 飾 張　帆
- 鄭嘉穎 飾 森 (嫻伙記)
- 楊思琦 飾 Bibi

### 單元二《EQ成熟時》
張樂詩 ( 楊思琦飾 ) 生長於大富之家，嬌生慣養，生活無憂，故自我控制情緒的能力甚差卻不自知。樂詩為追求浪漫而嫁予呂平 ( 吳啟華飾 ) 。平為廣告界奇才，上進奮發，拼勁十足，為B&B廣告公司的創作部經理，為了讓事業能更上一層樓，平不斷鞭策自己向前，由於平對事業的專注，陪伴樂詩的時間相應地減少。樂詩雖然物質不缺，但沒有平在身邊的日子，生活納悶，情緒波動。
面對經濟逆轉，客戶不斷流矢，總監齊耀光 ( 鍾景輝飾 ) 下令平與丁盈 ( 鄧萃雯飾 ) 攜手合作，務求保住廣告商的二千萬合約。盈為廣告界女強人，客戶部門經理。由於盈自視甚高，而平又是不肯妥協，二人早已視對方為宿敵，加上耀光將近退休，其空缺又是二人所覬覦，彼此暗存競爭，矛盾更深。
樂詩的忽發奇想，匪夷所思行為，令平出醜人前，平面對樂詩大感壓力，漸生逃避。樂詩感到平對己的冷淡，狐疑叢生，後更誤會平、盈工作上日夕相對，日久生情有染，樂詩按不住情緒找盈理論，結果平、盈緋聞在公司內不脛而走，平情緒大受打擊，困惑非常但盈卻仍能處之泰然，對流言仿如置若罔聞。
經過了一番努力，賣橋會終於到來，平面對客戶表現出色，但在最重要的一刻，盈接獲了樂詩揚言自殺的電話，盈不想與平多月來的努力付諸東流，更不想平情緒受到影響而功虧一簣，她的EQ面臨了最大的考驗…
- 鍾景輝 飾 齊耀光
- 薛家燕 飾 林燕卿
- 吳啟華 飾 呂　平
- 鄧萃雯 飾 丁　盈
- 鄭嘉穎 飾 何錦添
- 楊思琦 飾 張樂詩

### 單元三《再見阿爸》
時代不斷進步，人也不斷進步，社會風氣讓我們只知不斷向前走，向前看，回望以前只是守舊落後，不合時宜，但當我們更進一步之時，可有回想我們可以有今天的成就，是依靠從前的基礎所建立…
石文傑 ( 鄭嘉穎飾 ) 年青有為，年紀輕輕已貴為公司要員，可謂要風得風，要雨得雨，文傑一向以走在時代尖端而自豪，自視甚高，對舊有事物不屑一顧，而文傑最不屑一顧的舊事物，便是他的父親石國亮 ( 吳啟華飾 ) ，文傑總覺得國亮守舊，固執，不求進步，父子之間缺乏溝通，經常發生齟齬。
又一次慣常的口角後，國亮急病入院，危在旦夕，但文傑仍想趕回公司開會，而遭母親丁月瑩 ( 鄧萃雯飾 ) 怒摑，文傑倔強，堅持離開。文傑在混亂的心情下發生車禍，當他醒來時，竟然發現身在六十年代，更遇上祖父母石永福 ( 鍾景輝飾 ) 和馮英 ( 薛家燕飾 ) 。因文傑出世未幾祖父母便相繼去世，對他們的往事不甚了解，於是文傑便帶著好奇的心情跟著二人回到裁縫舖當學徒，而文傑也可以看見年青時的國亮和月瑩。
回到六十年代，文傑竟然發現永福一如其他父親般望子成龍，希望國亮出人頭地，但國亮自知資質有限，而且興趣是當一個裁縫師，希望能繼承永福的衣砵。而文傑以局外人身份去回看國亮和永福這對父子時，終明白到為人父親的心情，明白到國亮對自己的疼惜是無人能及，文傑終自我反省，悔疚自己對國亮的不了解…而文俊在感受到家庭的幸福中時，單車失事，文傑再次昏倒，醒來之後，已身回現世，而國亮也脫離危險時期，文傑決定從此以後，和國亮重新相處，彌補多年來所失。
- 鍾景輝 飾 石永福
- 薛家燕 飾 馮　英
- 吳啟華 飾 石國亮
- 鄧萃雯 飾 丁月瑩
- 鄭嘉穎 飾 石文傑
- 楊思琦 飾 Judy

### 單元四《飛越瘋人丸》
這是一個「食丸仔」的世界…似乎每個人每日都是活在丸仔之中，晨早起床吃維他命丸、餐前的消脂丸、平衡情緒的降血壓丸、頭痛丸、感冒丸…形形式式，五花八門…這是一個關於Fing頭丸的故事…
許霞 ( 鄧萃雯飾 )，曾經成為觀眾心中的寵兒，風頭一時無兩，但因銀色路途遇上挫折，她誤認為丸仔能讓她再次抖擻精神，再創事業高峰，於是她選擇了Fing頭丸。
沈穎 ( 楊思琦飾 ) ，是一個慘綠少年，家境不錯，但由於早年母親的一次錯誤抉擇，讓她變成了憤世嫉俗，無心向學，為了宣洩她對家庭的不滿，她選擇了Fing頭丸。
兩個女子碰上了，成為了莫逆，在丸仔世界中找尋她們的歡樂。但霞的願望未成，她的男友已放棄了她，工作遠離了她，成為了社會的笑柄。而穎與母親的關係更有如築了一道鴻溝。
霞為了要證明自己的選擇沒有錯，她豁出了一切，登上了北上的列車，替丸仔拆家帶貨回港…但終於，她賠上了最寶貴的生命。霞的離世讓穎再次覺悟，明白腳踏實地的人生，也一樣可以充滿姿采…
- 鍾景輝 飾 高兆宗
- 薛家燕 飾 沈麗麗
- 吳啟華 飾 林治中
- 鄧萃雯 飾 許　霞
- 鄭嘉穎 飾 呂　邦
- 楊思琦 飾 沈　穎

### 單元五《寂寞世代》
Sam ( 鄧萃雯飾 ) ，正職旅行社導遊，生活紊亂，為人粗疏，「計劃」二字在他的字典中從沒出現過，三十歲，沒有事業，沒有愛情，沒有家庭，只有一個居於鄉下，距離雖遠，但Sam仍很近的老父信 ( 鍾景輝飾) 。
Ray ( 吳啟華飾 ) ，髮型師兼老闆，生活井井有條，心思細密，關心身邊的人，但仍有藝術家脾氣，「愛情」二字對他來說是希望，憧憬與深愛的人快樂地生活，與一般人不同的只是他愛的是「他」不是「她」，除了「他」之外，Ray還有一個疼愛他而又能摒除成見，接受他性取向的母親清 ( 薛家燕飾 ) 。
正當Sam又一次失業，又一次被人唾棄的時候，遇上被愛情出賣，被他的James ( 鄭嘉穎飾 ) 拋棄的Ray，兩人由泛泛的顧客、店主關係漸漸演變成相互間的生命支持。原本生活在兩個世界的人，互相關懷，互相鼓勵，亦因為對方的缺陷改變了對方。因為大家的不同的傷口，竟然可令大家癒合，也叫對方真正的長大，真正的懂得愛──愛愛自己的人、愛自己的生活、愛自己的未來。
原來在人生的谷底、絕望的深淵中，往往還是會有希望的，只要你肯開放你的心，伸出你的手──去扶助別人，也扶助自己，「愛」這個字還不只是安徒生童話集中只的專用字。
- 鍾景輝 飾 信 (Sam父)
- 薛家燕 飾 清 (Ray母)
- 吳啟華 飾 Ray
- 鄧萃雯 飾 Sam
- 鄭嘉穎 飾 James

### 單元六《三時衝動》
人生在世，總有不如意事發生而令到個人情緒受到衝擊，往往會因為激動，而衝動行事，鑄成大錯，若然能有機會重來，將情緒控制，人生可能從此改寫。
朱秀玉 ( 薛家燕飾 ) 嫁予楊初九 ( 鍾景輝飾 ) 多年，刻勤刻儉，一切以家庭為中心，一心望夫富貴，望子成龍，當秀玉以為一切已漸入佳境之際，竟然發現初九在大陸包二奶，秀玉怒不可遏，一時衝動趕進深圳將之揭發。但由於秀玉過於衝動，到達羅湖時才發現沒有回鄉證，幸好遇上妹妹朱秀萍 ( 鄧萃雯飾 ) ，而秀玉的回鄉證正在秀萍的袋中，於是姊妹二人一同北上，當秀玉一心只有丈夫不忠，竟然在深圳街頭發現兒子楊志光 ( 鄭嘉穎飾 ) 也搭上北方佳麗，而且得知志光早已知悉初九有外遇一事，秀玉已被激動沖昏頭腦，怒闖常平二奶家中，秀玉更大鬧二奶家中，二奶為求自衛，將秀玉打傷，秀玉受傷倒地之際，才發現屋中男人並非初九，此時秀玉才知自己找錯了人，但後悔已晚。
當秀玉倒地後，人生再次回轉，再次重演秀玉得知初九有外遇之事，此次秀玉比上一回冷靜，但當秀玉在常平二奶家中再見初九，初九竟然處之泰然，並且意圖以大話掩飾，秀玉的情緒再被刺激，無法再保持冷靜，終在一時衝動下把初九殺死，秀玉看見初九倒地才知自己又被衝動累事，再次追悔不已。
命運弄人，秀玉又再有另一次命運所給予的機會，秀玉又再重演得知初九有外遇之事，秀玉這次更加冷靜，雖然同樣千辛萬苦才得以到達常平二奶家，但這次秀玉不用再激動，因為命運早已有所安排，原來初九所包的二奶竟然另有兩個老公，原來是一女侍三夫，這回是初九按捺不了怒火，衝動地同另外兩個老公打起來，秀玉冷眼旁觀，冷靜地面對此事，面對自己和初九的感情是否應該劃上休止符？！
- 鍾景輝 飾 楊初九
- 薛家燕 飾 朱秀玉
- 吳啟華 飾 梁　元
- 鄧萃雯 飾 朱秀萍
- 鄭嘉穎 飾 楊志光
- 楊思琦 飾 小紅

### 單元七《離魂記》
陳一諾 ( 鍾景輝飾 )，一個退休的郵差，與妻子談笑 ( 薛家燕飾 ) 結婚三十年，感情甚篤。九代單傳得兒子陳立天 ( 吳啟華飾 )，故對他期望甚殷。立天雖娶妻生子，但並不上進，終日埋首賭博，心存僥倖，將一諾的說話當作耳邊風。漸漸一諾對兒子的寄望變成失望，最後變成絕望，幸得孫兒聰明乖巧，成為他的新希望。由於一諾已退休並有撞聾，而笑亦患有老人病，照顧一家的重任就落在媳婦潘美美 ( 鄧萃雯飾 ) 身上。美美既要持家，又要在投注站兼職，在生活壓力下，人變得暴躁，嘮嘈，稍不如意便罵個不停，而一諾、笑自然成為她的出氣袋。二老將美美視為洪水猛獸，家有惡媳視為家門不幸。
一諾閒來愛買六合彩，深信鐵杵磨成針，終有一天能中得頭獎歸。皇天不負有心人，他的願望終達成，中了頭獎，但卻因過於興奮，心臟病猝死，而頭獎彩票卻被一陣狂風吹到一車廂中…他深深不忿，決定利用留在陽間的最後七天找回彩票。
因一諾的死，得以明白惡媳婦其實是賢淑非常，她的兇巴巴是因為要管治不成器的丈夫。而立天也因為他的死，突然頓悟過來，決心戒賭。時間一天一天地過去，失去的頭獎彩票蹤影仍杳，一諾自忖未能福澤後人，今番都是中空寶了。但想起浪子回頭金不換這話，一諾不再埋怨。一諾留在陽間最後一天，立天解款時竟遇劫，一諾拼盡一切相救，立天得以保命…在他心中似感到是…的相助。
六合彩頭獎彩票再度出現…一諾能否福澤後人？…而立天能否得到這彩票？…
- 鍾景輝 飾 陳一諾
- 薛家燕 飾 談　笑
- 吳啟華 飾 陳立天
- 鄧萃雯 飾 潘美美
- 鄭嘉穎 飾 何　球

### 單元八《三個持袋的男人》
「性」對中國人來說，是一件難於啟齒的事，無論你面對著最親的人，或是最可信賴的醫生，你都會有點忌諱！…
本故事就是由三個避孕套，而引發出一連串的誤會與笑話…
張偉業 ( 鍾景輝飾 ) 是電視台配音組的操控員，與任職配音員之太太鄭凱雪 ( 薛家燕飾 ) 是同事關係，凱雪還有兩拍檔譚家俊 (吳啟華飾 ) 及蘇玉君 ( 鄧萃雯飾 ) ，同樣也是對夫婦！
司徒明 ( 鄭嘉穎飾 ) 是一名油站職員，與偉業、家俊是好朋友，明有一女友葉穎恩 ( 楊思琦飾 ) ，在工作上亦與玉君、凱雪等人有接觸，所以空閒時候便會相約行街，聊天！六人來往甚密，但至於心事…就不會向對方分享了！
一天偉業往便利店買啤酒，怎料付款時收銀員竟取出三個避孕套說是贈品，偉業甚愕然！但礙於面子關係，偉業唯有收下！偉業在一次偶然的機會下，給凱雪發現了藏有三個避孕袋，凱雪感奇怪，但按兵不動，看看偉業會將三個避孕套怎處理！
偉業在輾轉間將二個避孕袋送贈了給家俊，及後亦給玉君發現了家俊竟暗藏兩個避孕套，玉君大怒，因兩人的避孕方法是由玉君吃避孕丸，避孕套對家俊來說應是沒用的！玉君心下一沉，心想小不忍則亂大謀，看看家俊下一步會有何計劃？家俊最後將兩個避孕套送贈給明，明說一個便夠了，又回贈之！至最後又被穎恩發現了明竟自備避孕套在身！三女暗叫不妙…
明經朋友介紹得悉一收費電話，「怨婦熱線」需要人手，於是找了偉業與家俊當兼職，三人為了隱瞞事實，便製造了一連串的謊話！
三個女人在不同的時間裡，發現男伴所擁有之避孕套一天比一天少了一個！誤會了三個男人相約往召妓！…最後還是弄出笑話一場！
- 鍾景輝 飾 張偉業
- 薛家燕 飾 鄭凱雪
- 吳啟華 飾 譚家俊
- 鄧萃雯 飾 蘇玉君
- 鄭嘉穎 飾 司徒明
- 楊思琦 飾 葉穎恩

### 單元九《冬暖》
吳端嬌 ( 薛家燕飾 ) ，一個五十餘歲的女人，面上常掛著笑容，但內心卻背負了一段不可磨滅的往事，心底暗藏抑鬱。
別人眼中她是一個不忠不實，沾滿惡習，且經常偷呃拐騙的人！但在契女方綺莉 ( 鄧萃雯飾 ) 眼中，她絕對是一個好人…
端嬌沒正當職業，常以偷取銀包、電話轉手以作圖利，還不時在陳祖勝 ( 鍾景輝飾 ) 工作之麻雀館出千，以找生活費！作睇場的祖勝見端嬌身世可憐，遂隻眼開隻眼閉！
一天端嬌亦如是者的往祖勝之麻雀館「搵食」，但剛巧遇著心情與財政都不大如意的姚家傑 ( 吳啟華飾 )。家傑發現了端嬌出千，大怒之下，欲鎖之回警署，但遭祖勝與綺莉出計阻止，端嬌乘機逃之夭夭，家傑當然是深深不忿，於是死命的追著端嬌，四人在馬路中追逐，在千鈞一髮之間，綺莉被家傑拋出馬路中，綺莉被車撞個正著，倒臥血泊中…
綺莉被送到醫院昏迷不醒，端嬌遷怒於家傑，直指家傑有爺生無乸教，端嬌的這一句亦引生了家傑的另一段鮮為人知故事，祖勝亦告訴了家傑端嬌的故事…端嬌本是一出色的美容師，但年少的她，不懂帶眼識人，嫁了一癮君子，還孕下了一兒子聰仔，丈夫一次欠下債務，無計可施下，還賣了兒子給別人，端嬌大受打擊，從此便成為一個賭、飲、偷皆精的女人！
最後家傑為了補償，向舊女友借錢負責綺莉的所有醫藥費，二人相處久了，端嬌亦感家傑不是想像中之壞人，覺家傑是可托終生的人，於是便暗中撮合綺莉與家傑！
家傑明查暗訪下，得知端嬌的兒子賣了給鄉間的一對夫婦…經家傑穿針引線之下，端嬌終於可以見親生兒子一面。但後來端嬌發覺，最重要的是要…「懂得珍惜眼前人！」
- 鍾景輝 飾 陳祖勝
- 薛家燕 飾 吳瑞嬌
- 吳啟華 飾 姚家傑
- 鄧萃雯 飾 方綺莉
- 鄭嘉穎 飾 聰　仔
- 楊思琦 飾 Amy

### 單元十《孤獨華爾茲》
「溝通」二字聽來頗顯淺，但在現今社會來說，「溝通」二字實在是非常珍貴，難道越是平宜的東西，就是越難得到？
本故事講述兩對不同年齡的夫婦，內容都是圍繞著缺乏「溝通」才滋生出來的故事。
霍黎瑞碧 ( 薛家燕飾 ) ，是一個不需擔心衣、食、住、行，生活無憂的少奶奶，這名銜在任何國家，相信一定是所有女人夢寐以求的，但對瑞碧來說，這生活太枯燥乏味了……何解？正因為瑞碧正有著一位不懂愛情是甚麼的商家丈夫霍偉賢 ( 鍾景輝飾 ) ，偉賢由結婚那天之後，已記不起甚麼叫浪漫、情趣，以為提供了瑞碧溫飽、無憂，便已是帶給瑞碧幸福了！
董倩彤 ( 鄧萃雯飾 )，瑞碧的好朋友，與瑞碧遭遇差不了多少，但不同的就是倩彤是一名職業女性，能自給自足，但同樣擁有一位不解溫情的丈夫張浩柱 ( 鄭嘉穎飾 )。一次偶然機會下，倩彤與瑞碧認識了在深圳教跳舞的男導師，二人分別引伸出兩個不同的小故事來。
倩彤與浩柱夫婦二人甚少「溝通」，二人生活都是各自各精采，倩彤在心靈空虛下，與教跳舞之男導師輝，發生了一段霧水情緣。最後倩彤驗出有了身孕，但倩彤竟不知這孩子竟然是跳舞導師的，還向浩柱報喜，誰不知浩柱此時才道出自己已結紮了…夫婦二人最後還是離婚收場，說到底二人還是欠缺了「溝通」才會出現這困局…
瑞碧亦從跳舞學校裡，結識了任教跳舞的男教練，這正是劇中另一男主角溫向陽 ( 吳啟華飾 )！瑞碧由抗拒以至接受的過程，感尋回失去多年的青春與被存在感，瑞碧穿起舞衣在舞池中翩翩起舞，眾人目光皆放在瑞碧與向陽的舞蹈中，瑞碧感到驕傲，但瑞碧亦沒有像其他的太太們想著的往外「尋歡」，碧腦海中只是一直幻想著，以往與丈夫的開心時刻。瑞碧與向陽相處了一段時快樂時光，但這快樂時光並不牽涉性，只是行行街、吃吃東西罷了，但對瑞碧來說，已是極受用！
一向只懂做生意和打麻雀的偉賢，竟發現自己的太太瑞碧與向陽身貼身的共舞著，樣子還顯得甚陶醉狀，勃然大怒！於是暗中通知移民局朋友前往拘捕向陽，告他非法留港工作。瑞碧此刻才恍然…原來這次拉人行動是丈夫刻意安排出來的，夫妻倆遂展開一場罵戰，瑞碧將埋藏心底多年的屈、鬱，通通道出，藉此宣洩不滿，盡訴心中情，偉賢恍悟！此時偉賢才明白瑞碧這廿幾年來，過著的生活就像一杯白開水的，那麼淡而無味，偉賢自知以往與瑞碧真的欠缺了「溝通」，才會引發出今次所發生之事，偉賢自覺彌補這段將破碎婚姻仍是時候…
- 鍾景輝 飾 霍偉賢
- 薛家燕 飾 霍黎瑞碧
- 吳啟華 飾 溫向陽
- 鄧萃雯 飾 董倩彤
- 鄭嘉穎 飾 張浩柱
- 楊思琦 飾 芬

## 相關
- Only You 只有您

## 電視節目的變遷
| 香港無綫電視翡翠台午夜劇集時段 逢星期六23:35-00:35 · 及逢星期一（星期日深夜）00:00-01:00／00:10-01:10 (每周播映兩集) · 3月11日 - 3月12日 播映首兩集 | 香港無綫電視翡翠台午夜劇集時段 逢星期六23:35-00:35 · 及逢星期一（星期日深夜）00:00-01:00／00:10-01:10 (每周播映兩集) · 3月11日 - 3月12日 播映首兩集 | 香港無綫電視翡翠台午夜劇集時段 逢星期六23:35-00:35 · 及逢星期一（星期日深夜）00:00-01:00／00:10-01:10 (每周播映兩集) · 3月11日 - 3月12日 播映首兩集 |
| --- | --- | --- |
| | Loving You 我愛你2 （2023年4月22日 - 2023年5月14日）                                                                                                | |
| 永遠寵愛 張國榮: 儂本多情 （2023年3月19日 - 2023年4月16日）                                                                                         | 我們的天空 （2023年5月20日 - 2023年6月25日） | |

## 外部連結
- 無綫電視官方網頁 - LovingYou我愛你2